# Czescy arcymistrzowie szachowi
Lista czeskich  i czechosłowackich szachistów, posiadających tytuły arcymistrzów (GM) i arcymistrzyń (WGM), zarówno w grze klasycznej, korespondencyjnej, kompozycji szachowej, jak i w rozwiązywaniu zadań szachowych oraz tytuły arcymistrzów honorowych (HGM), przyznawanych za osiągnięcia w przeszłości. Obejmuje także zawodników, którzy barwy Czech i Czechosłowacji reprezentowali tylko w pewnym okresie swojego życia.

## Szachy klasyczne

### arcymistrzowie
| Zawodnicy           | Rok urodzenia | Rok śmierci | Rok nadania | Uwagi                                        |
| ------------------- | ------------- | ----------- | ----------- | -------------------------------------------- |
| Vlastimil Babula    | 1973          |             | 1997        |                                              |
| Jan Bernášek        | 1986          |             | 2013        |                                              |
| Pavel Blatný        | 1968          |             | 1993        |                                              |
| Robert Cvek         | 1979          |             | 2007        |                                              |
| Oldřich Duras       | 1882          | 1957        | 1950        |                                              |
| Miroslav Filip      | 1928          | 2009        | 1955        |                                              |
| Petr Haba           | 1965          |             | 1997        |                                              |
| Vlastimil Hort      | 1944          |             | 1965        | obecnie Niemcy                               |
| Zbyněk Hráček       | 1970          |             | 1994        |                                              |
| Vlastimil Jansa     | 1942          |             | 1974        |                                              |
| Miloš Jirovský      | 1974          |             | 2003        |                                              |
| Radek Kalod         | 1978          |             | 2004        |                                              |
| Lubomir Kavalek     | 1943          | 2021        | 1965        | obecnie Stany Zjednoczone                    |
| Aleksiej Kislinskij | 1984          |             | 2008        | wcześniej Ukraina                            |
| Jan Krejčí          | 1992          |             | 2011        |                                              |
| Viktor Láznička     | 1988          |             | 2006        |                                              |
| Jiří Lechtýnský     | 1947          |             | 1982        |                                              |
| Eduard Meduna       | 1950          |             | 1987        |                                              |
| Vigen Mirumjan      | 1977          |             | 2008        | pochodzenie ormiańskie                       |
| Karel Mokrý         | 1959          |             | 1984        |                                              |
| Siergiej Mowsesjan  | 1978          |             | 1997        | wcześniej Gruzja i Armenia, później Słowacja |
| David Navara        | 1985          |             | 2002        |                                              |
| Petr Neuman         | 1978          |             | 2013        |                                              |
| Tomáš Oral          | 1977          |             | 1999        |                                              |
| Luděk Pachman       | 1924          | 2003        | 1954        | później Niemcy                               |
| Martin Petr         | 1988          |             | 2011        |                                              |
| Tomáš Polák         | 1974          |             | 2000        |                                              |
| Igors Rausis        | 1961          |             | 1993        | pochodzenie łotewskie                        |
| Jaroslav Sajtar     | 1921          | 2003        | 1985        | tytuł honorowy                               |
| Jan Smejkal         | 1946          |             | 1972        |                                              |
| Jiří Stoček         | 1977          |             | 1998        |                                              |
| Vladimír Talla      | 1973          |             | 2010        |                                              |
| Petr Velička        | 1967          |             | 2007        |                                              |
| Marek Vokáč         | 1958          | 2021        | 1999        |                                              |
| Jan Votava          | 1974          |             | 1999        |                                              |
| Leonid Wołoszyn     | 1964          |             | 2003        | pochodzenie rosyjskie                        |
| Stepan Zilka        | 1988          |             | 2014        |                                              |

### arcymistrzynie
| Zawodniczki        | Rok urodzenia | Rok śmierci | Rok nadania | Uwagi                              |
| ------------------ | ------------- | ----------- | ----------- | ---------------------------------- |
| Jana Bellin        | 1947          |             | 1982        | z domu Malypetrová, obecnie Anglia |
| Květa Eretová      | 1926          | 2021        | 1986        | tytuł honorowy                     |
| Jana Jacková       | 1982          |             | 2001        | +mistrz międzynarodowy             |
| Eva Kulovaná       | 1987          |             | 2008        |                                    |
| Petra Movsesjanová | 1976          |             | 2000        | z domu Krupková                    |
| Kateřina Němcová   | 1990          |             | 2008        | obecnie Stany Zjednoczone          |
| Lenka Ptáčníková   | 1976          |             | 2000        | obecnie Islandia                   |
| Eliška Richtrová   | 1959          |             | 1982        | z domu Klímová                     |
| Olga Sikorová      | 1975          |             | 2013        | z domu Černá                       |

## Szachy korespondencyjne

### arcymistrzowie
| Zawodnicy         | Rok urodzenia | Rok śmierci | Rok nadania | Uwagi                  |
| ----------------- | ------------- | ----------- | ----------- | ---------------------- |
| Roman Chytilek    | 1976          |             | 2004        | +mistrz międzynarodowy |
| Libor Danek       | 1958          |             | 1999        | +mistrz FIDE           |
| Karel Husák       | ?             | ?           | 1968        |                        |
| Jaroslav Hýbl     | ?             | ?           | 1968        |                        |
| Jaroslav Ježek    | ?             | ?           | 1985        |                        |
| Miloš Kratochvíl  | 1966          |             | 2006        |                        |
| Zdeněk Nývlt      | ?             |             | 2007        |                        |
| Rudolf Ševeček    | ?             |             | 2000        |                        |
| Michal Tocháček   | 1962          |             | 2004        |                        |
| Jaroslav Vaindl   | 1950          |             | 2004        |                        |
| Jiří Vošahlík     | ?             |             | 2009        |                        |
| David Vrkoč       | 1959          |             | 2009        |                        |
| Jindřich Zapletal | 1937          |             | 1998        |                        |

### arcymistrzynie
| Zawodniczki      | Rok urodzenia | Rok śmierci | Rok nadania | Uwagi           |
| ---------------- | ------------- | ----------- | ----------- | --------------- |
| Marie Bažantová  | 1963          |             | 2004        |                 |
| Vlasta Horáčková | ?             |             | 2005        |                 |
| Eva Možná        | 1949          |             | 1997        | +mistrzyni FIDE |
| Anna Rývová      | 1970          |             | 2003        | +mistrzyni FIDE |
| Alena Sikorová   | 1949          |             | 1997        |                 |

## Kompozycja szachowa

### arcymistrzowie
| Zawodnicy        | Rok urodzenia | Rok śmierci | Rok nadania | Uwagi |
| ---------------- | ------------- | ----------- | ----------- | ----- |
| Michal Dragoun   | ?             |             | 2010        |       |
| Jindřich Fritz   | 1912          | 1984        | 1976        |       |
| Vladimír Pachman | 1918          | 1984        | 1976        |       |